# Alozie Michael Chidi
Alozie Michael Chidi (Lagos, 16 ottobre 1986) è un ex calciatore nigeriano, di ruolo attaccante.

## Carriera
In carriera ha giocato complessivamente 79 partite nella prima divisione ucraina.